# Міляцка
43°50′05″ пн. ш. 18°29′20″ сх. д. / 43.834808° пн. ш. 18.488912° сх. д.
Міляцка (серб. Миљацка, босн. Miljacka) — річка в Боснії і Герцеговині, яка протікає через Сараєво.

## Опис
Міляцка є досить малою річкою, її довжина всього 35,9 км, а площа басейну 703,6 км². Середня багаторічна витрата води Міляцки (Сараєво) становить 5,7 м³/с.

## Розташування
Утворюється від злиття двох річок — Палянська Міляцка та Мокраньська Милячка біля с. Довлічі (громада Старі-Град). Тече зі сходу на захід. Впадає до Босни.

## Мости
Через річку проходять більше десятка мостів. Найвідоміші з них:
- Козячий міст
- Міст Шехер-Чхаха
- Латинський міст
- Міст Festina lente
- Міст Суади та Ольги (Вранбанський міст)

## Цікаві факти
Біля Латинського моста відбулось вбивство спадкоємця австро-угорського престолу Франца Фердинанда.
В м. Боржомі є подібний міст такої ж конструкції як у моста Festina lente.

## Галарея

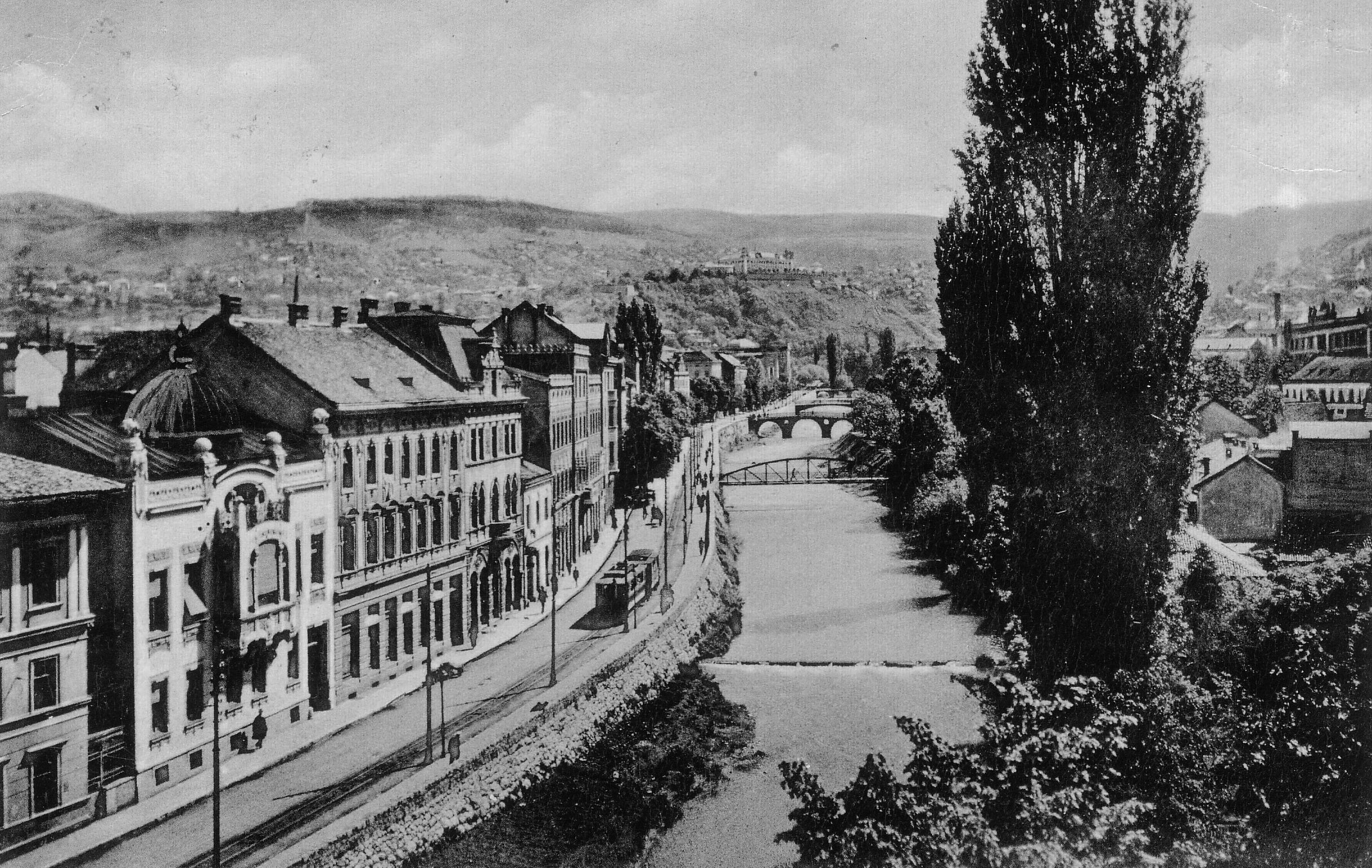
Міляцка 1914
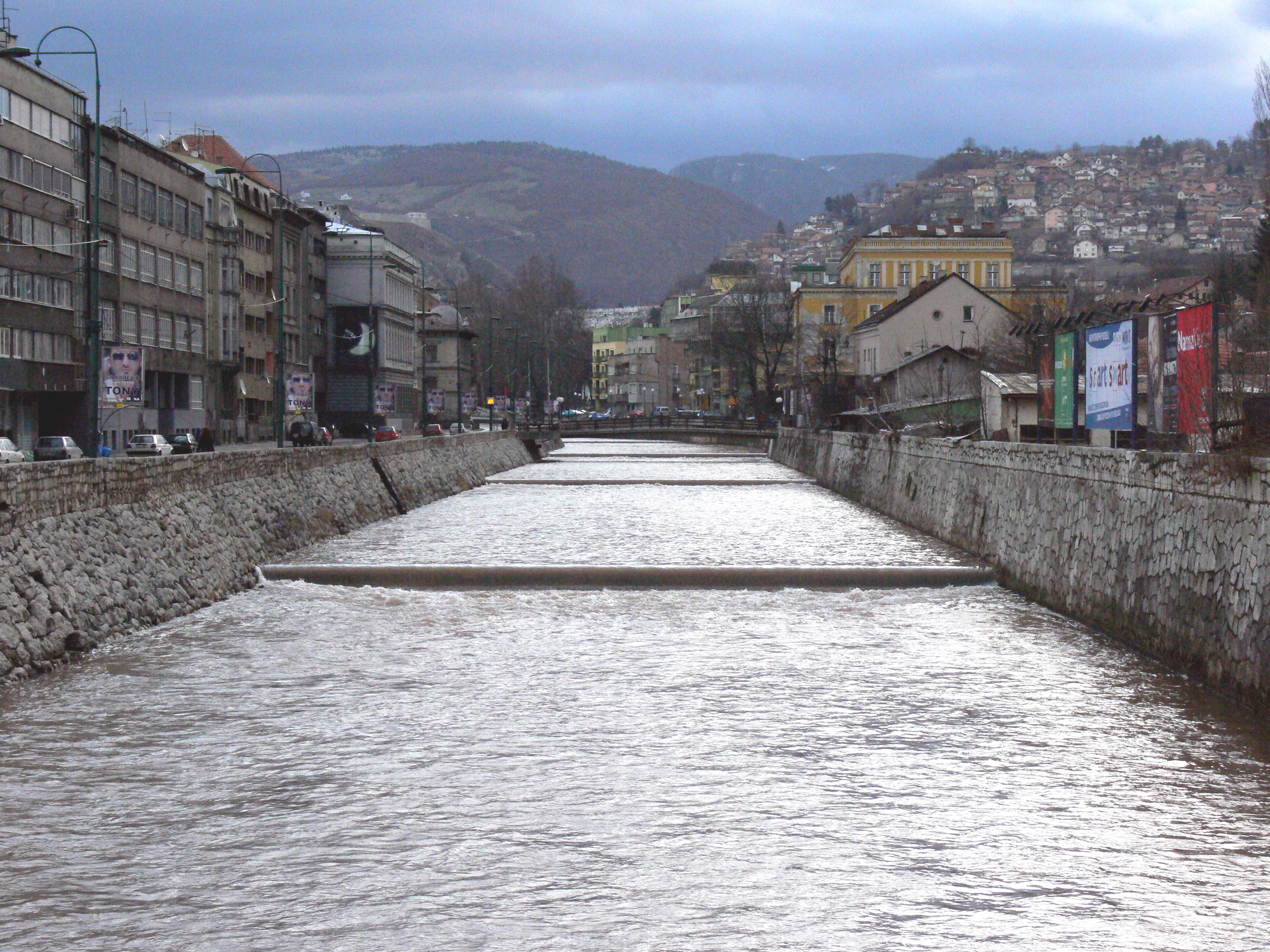
Міляцка в Сараєво
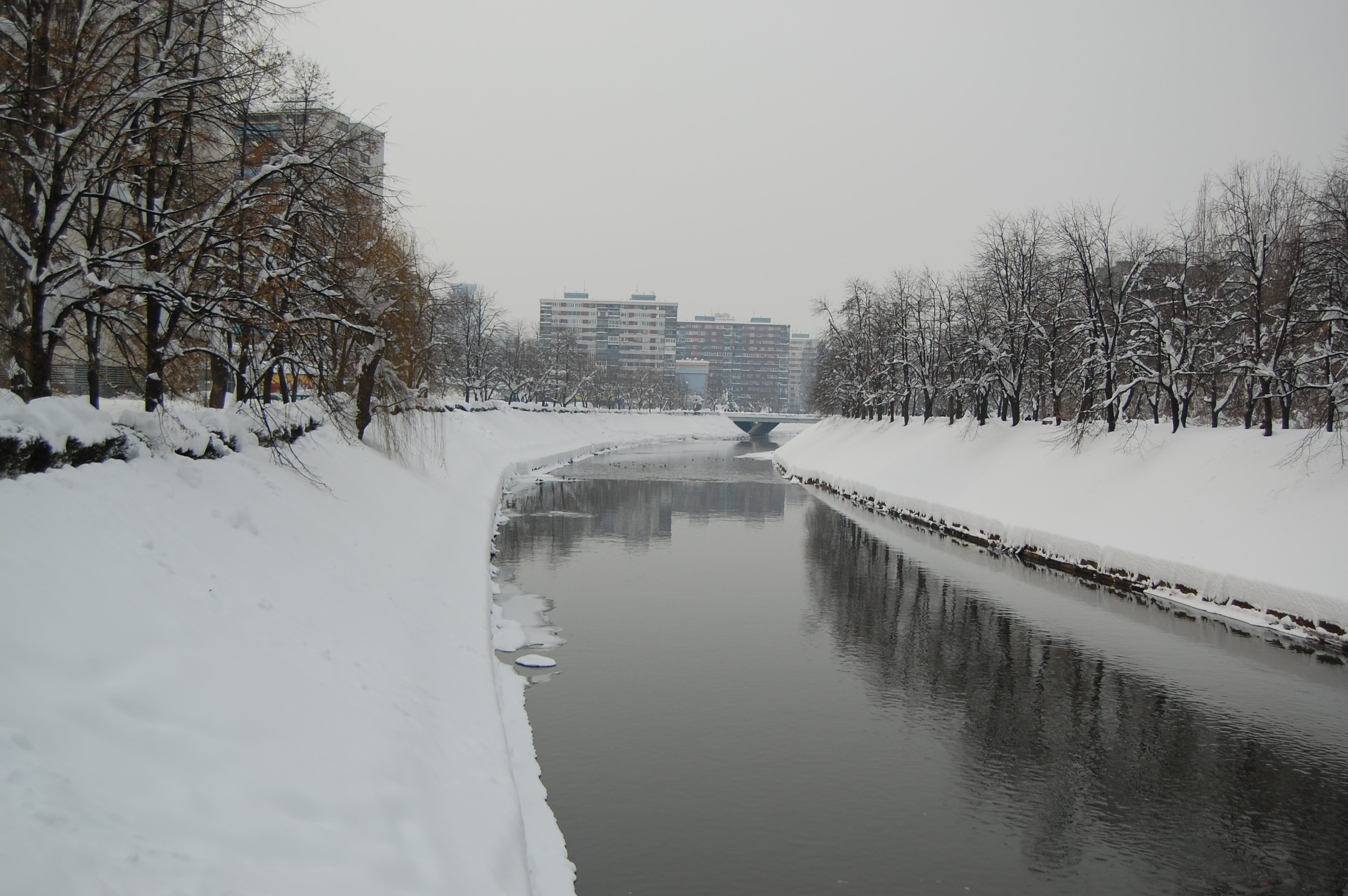
Міляцка взимку
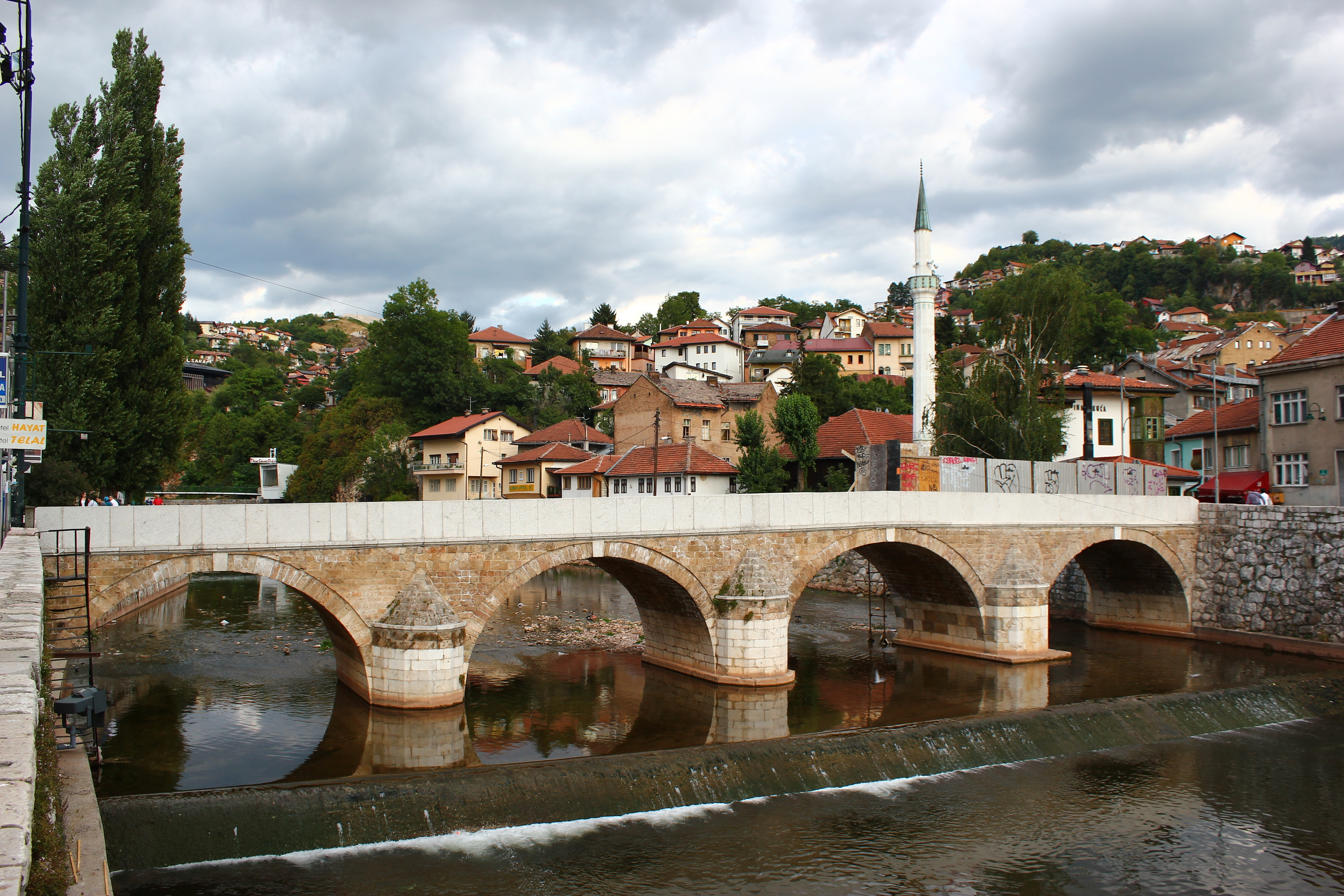
Міст Шехер-Чхаха
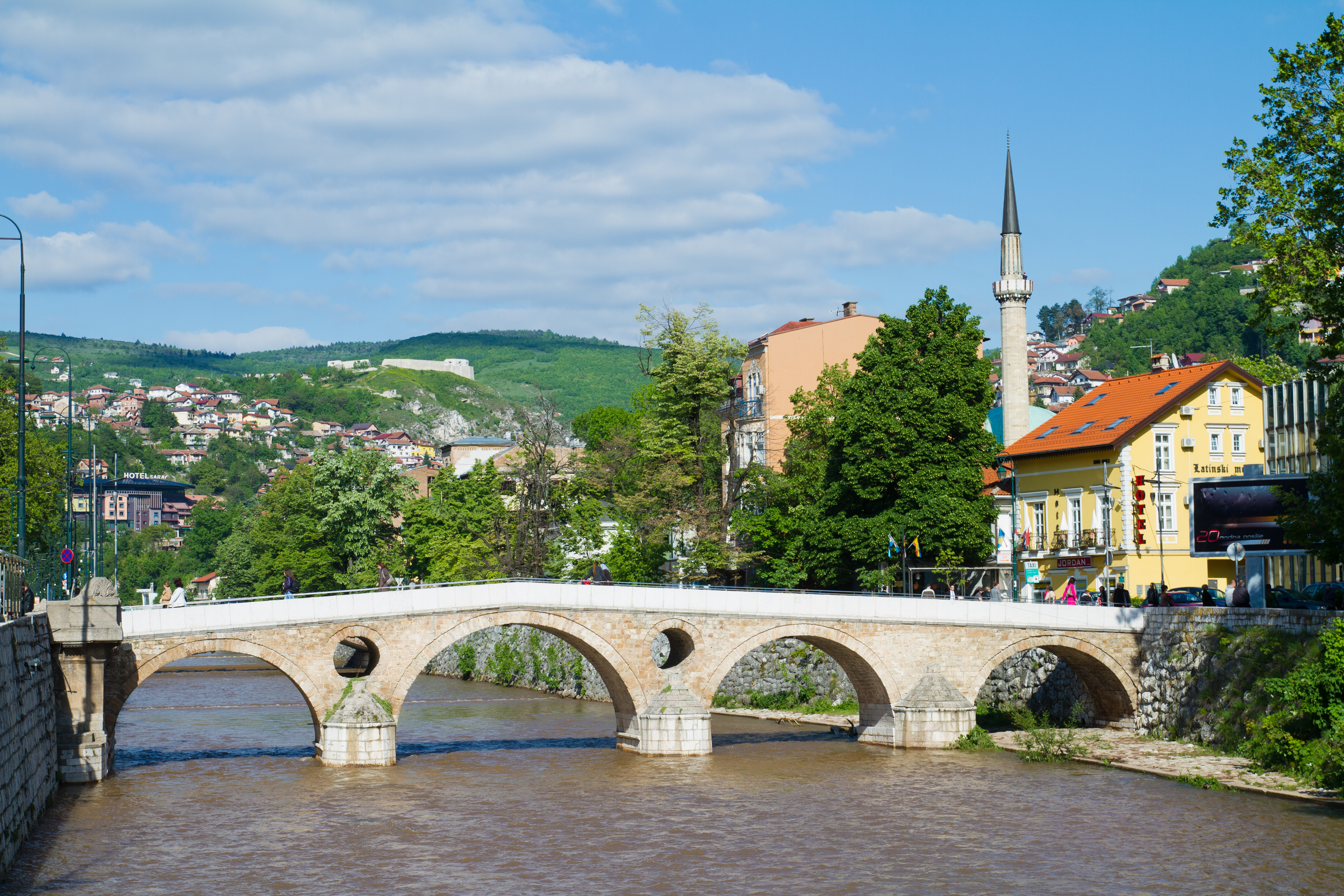
Латинський міст
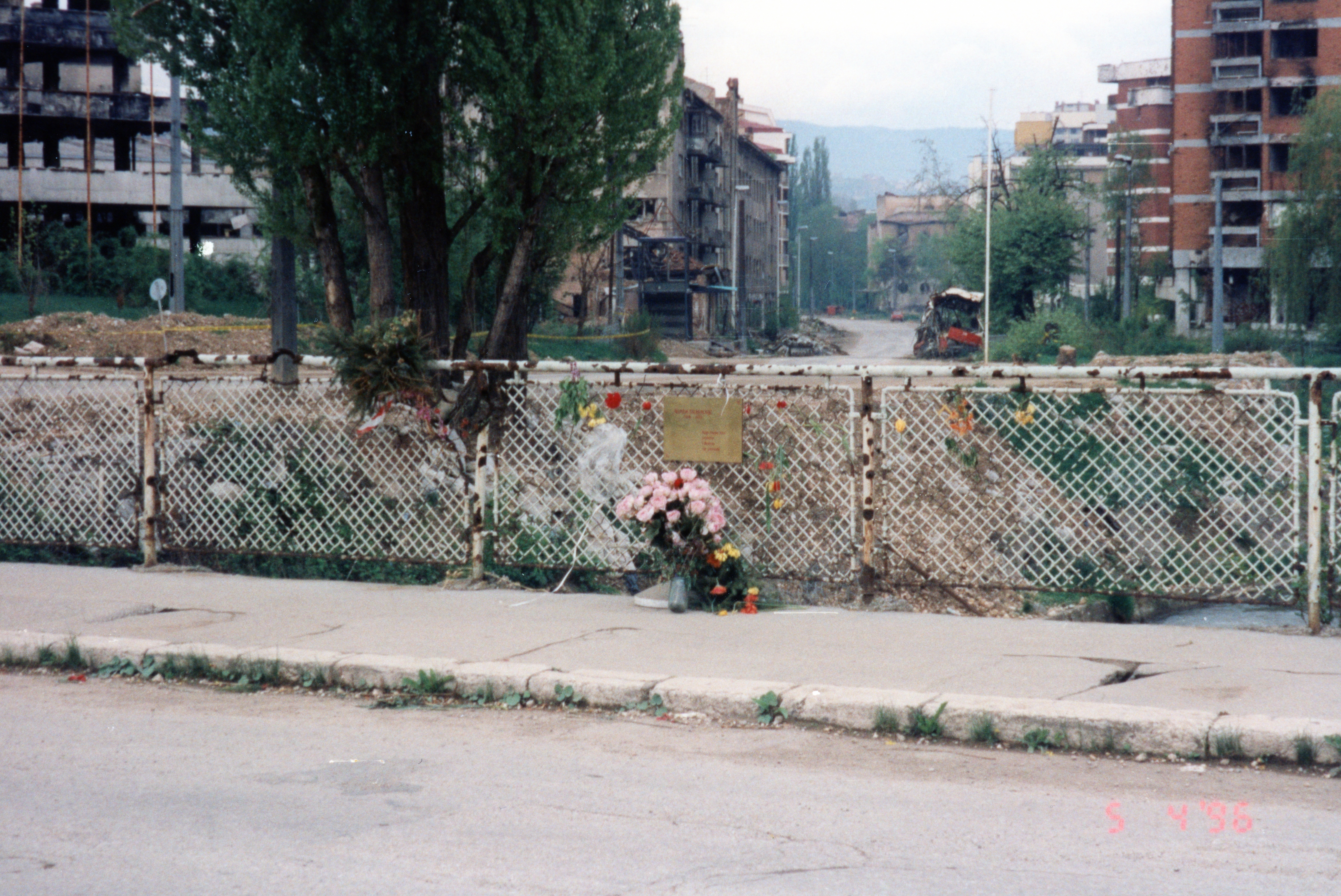
Міст "Ромео та Джульєтта" на якому в Сараєво було вбито молоду пару снайперським вогнем. Пізніше він був перебудований та перейменований на Міст Суади та Ольги на честь найперших загиблих на мості.